# Łukasz Gasiński
Łukasz Gasiński – polski prawnik, radca prawny, doktor habilitowany nauk prawnych, nauczyciel akademicki Uniwersytetu Warszawskiego, specjalista w zakresie prawa handlowego i prawa cywilnego.

## Życiorys
Absolwent II Liceum Ogólnokształcącego im. Stefana Batorego w Warszawie (1992). W 1997 ukończył studia prawnicze na Wydziale Prawa i Administracji Uniwersytetu Warszawskiego, zaś w 2001 uzyskał tytuł LL.M. na Columbia Law School. W 2003 otrzymał na Wydziale Prawa i Administracji UW stopień naukowy doktora nauk prawnych w zakresie prawa, a w 2016 na podstawie dorobku naukowego oraz rozprawy pt. Granice swobody kształtowania treści statutu spółki akcyjnej uzyskał stopień doktora habilitowanego nauk prawnych w zakresie prawa, specjalność: prawo cywilne i handlowe. Został adiunktem Uniwersytetu Warszawskiego zatrudnionym w Katedrze Prawa Handlowego w Instytucie Prawa Cywilnego.
W 2002 został pracownikiem międzynarodowej korporacji prawniczej Weil. W 2004 został przyjęty do palestry Stanu Nowy Jork. W 2009 uzyskał uprawnienia radcy prawnego.